# Мито Кехайов
Мито (Мите) И. Кехайов (Кайов), известен като Шуговалията, е български революционер, деец на Вътрешната македоно-одринска революционна организация.

## Биография
Мито Кехайов е роден в Шугово, тогава в Османската империя, днес Платанакия, Гърция. Включва се в дейността на ВМОРО и е четник в малешевската чета на Герасим Огнянов. Умира в България след 1918 година.